# جيمس جاكسون (سياسي أمريكي)
جيمس جاكسون (بالإنجليزية: James Jackson)‏ هو قاضي ومحامي وسياسي أمريكي، ولد في 18 أكتوبر 1819 في مقاطعة جيفرسون في الولايات المتحدة، وتوفي في 13 يناير 1887 في أتلانتا في الولايات المتحدة. حزبياً، نشط في الحزب الديمقراطي. وقد انتخب عضو مجلس النواب الأمريكي.